# Јулен (Минесота)
Јулен (енгл. Ulen) град је у америчкој савезној држави Минесота.

## Демографија
По попису из 2010. године број становника је 547, што је 15 (2,8%) становника више него 2000. године.
| Група             | 2000.       | 2010.       |
| Белци             | 527 (99,1%) | 509 (93,1%) |
| Афроамериканци    | 0 (0,0%)    | 2 (0,4%)    |
| Азијати           | 0 (0,0%)    | 1 (0,2%)    |
| Хиспаноамериканци | 1 (0,2%)    | 3 (0,5%)    |
| Укупно            | 532         | 547         |